# Eddie Thoneick
Eddie Thoneick (1978, Mülheim, Alemanha) é um DJ e produtor alemão.

## O início
Nascido em Neuss, Eddie começou a carreira de DJ em 1993, dedicando-se totalmente ao Tribal House, onde obteve muito sucesso. Em 1998, Eddie já comandava 2 discotecas em Essen, tocando com muitos DJs famosos como Sven Väth, Sash!, Andry Nalin,  Mike Lovechild e  Natural Born Grooves.

## Discografia
- 2010 -  "Funk"
- 2010 -  "Nothing Better"
- 2010 -  "Live Your Life" (part. 1)
- 2010 -  "Live Your Life" (part. 2)
- 2010 -  "Nothing Better" (part. 2)
- 2010 -  "Live Your Life" (part. 3)